# Pinus River
Pinus River är ett vattendrag i Kanada.   Det ligger i provinsen Newfoundland och Labrador, i den östra delen av landet, 1 300 km nordost om huvudstaden Ottawa.
I omgivningarna runt Pinus River växer i huvudsak barrskog. Trakten runt Pinus River är nära nog obefolkad, med mindre än två invånare per kvadratkilometer.